# 董士選
董士选（1253年—1321年），字舜卿，真定路藁城人，元朝政治人物。董文炳次子，董士元的弟弟。
董士选年轻时跟随父亲董文炳在军中，白天治武事，夜间读书不辍。至元九年（1272年），辅助父亲在正阳筑两城。次年，从正阳发兵攻宋朝。至元十二年（1275年），跟随父亲在焦山之战，大败南宋水军。追至东海，招降海盗张瑄等。为管军总管。进军临安府（杭州），次年，宋朝降元，跟随董文炳入宋宫，收文书图籍。还军，立前卫亲军，为前卫指挥使。至元十六年（1279年），任都指挥使。至元二十三年（1286年），佥湖广行枢密院事，将指挥使让给其弟董士秀。至元二十四年（1287年），与李庭领汉军跟随忽必烈征乃颜，率军力战有功。忽必烈召他论议政事，让他以中书左丞身份与平章政事彻理出镇浙西，除去聚敛之臣，解除水旱之害。至元二十八年（1291年），任江淮行省左丞，将贪淫骄横的江南释教总摄杨琏真伽械拿于市，恢复豪民所占淀山湖。后改任为佥江南行枢密院事。元成宗即位后，先调任建康（即今日南京）的行枢密院佥事，后拜为江西行省左丞。当时，赣州的刘六十等反元起事，董士选听从幕僚元明善的建议，剿抚并用，以抚为主。董士选在江西任职期间，一批江南文人被董士选发现并推荐给了朝廷，如吴澄、虞集等。又拜江南行御史台中丞。入朝为佥枢密院事，拜南台御史中丞，领侍仪司事。曾进谏极力反对丞相完泽用刘深之言，进行攻打八百媳妇国，以此与成宗反复争辩。刘深兵败后，成宗以董士选之言为是。大德七年（1303年），出为江浙行省右丞。改镇汴梁，任河南行省平章政事，没有就任。元仁宗即位，担任陕西行省平章政事，一年多后告老归家。他晚年好读《易经》，淡然终身，每次任官，必卖先业田庐作为资财，时人称他为廉吏。去世后，谥忠宣。其子雲南行省参知政事董守忠、侍正府判官董守愨、知威州董守思。